# Oosteinde (Groningen)
Oosteinde (Gronings: t Oost-èn), vroeger vaak aangeduid als Buitendijks-Oosteinde of Roodeschool-Oosteinde en ook wel als Nijkerkje, is een dorp in de gemeente Het Hogeland in de Nederlandse provincie Groningen. Tot 1979 behoorde het tot de gemeente Uithuizermeeden.
Het dankt zijn naam aan de ligging aan het oosteinde van de Hooilandseweg. De hooilanden van Uithuizermeeden eindigden bij de Groote Tjariet, net ten oosten van het dorp. Oosteinde was oorspronkelijk het oostelijke deel van Roodeschool, maar wordt nu als een apart dorp beschouwd.
Nijkerkje

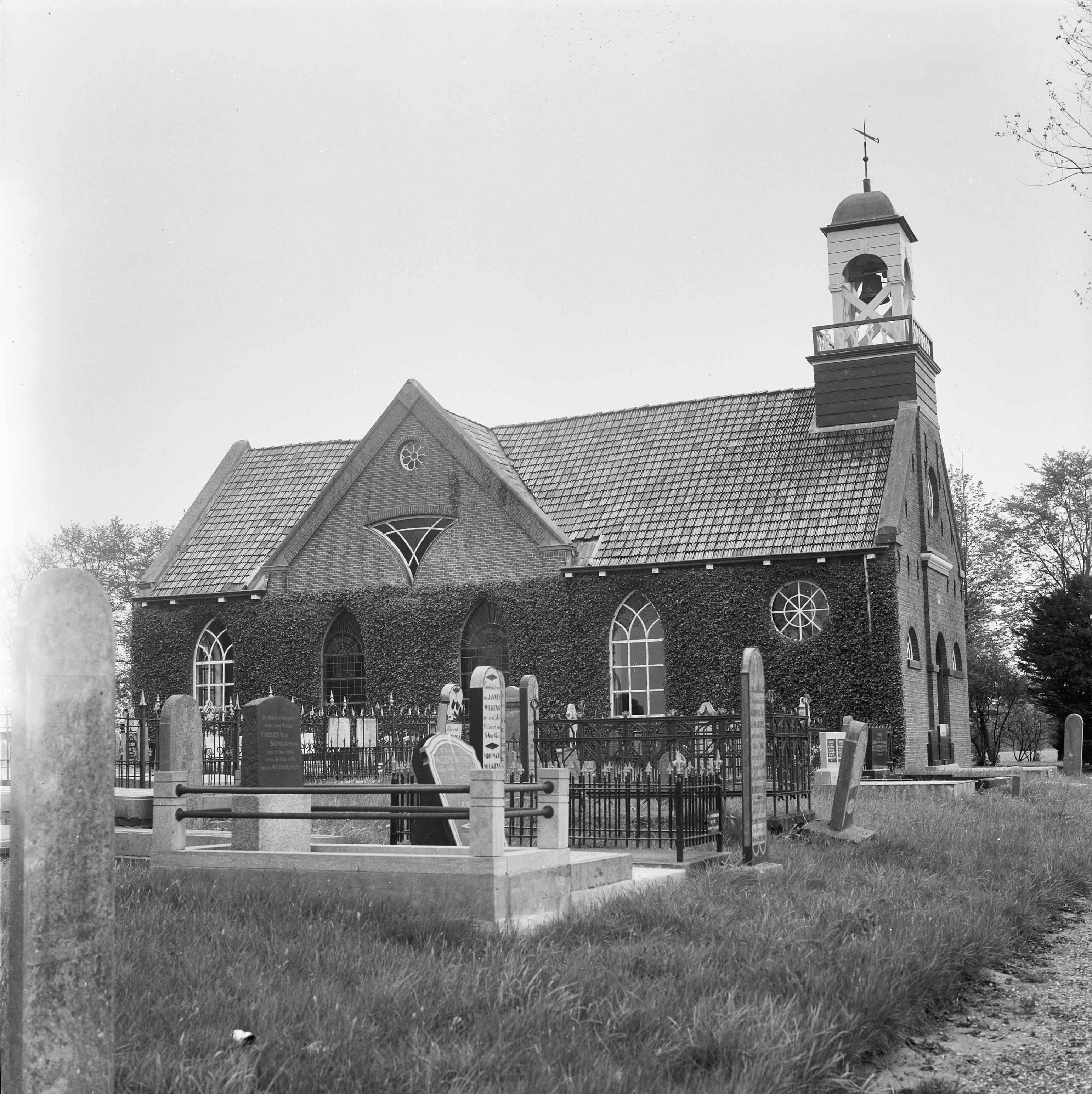
Het Nijkerkje van Oosteinde

In 1846 werd aan de Radsweg in Oosteinde een nieuw bakstenen kerkgebouw ingewijd, het Nijkerkje. Het is een Waterstaatskerk. Het model van een zaalkerk werd in 1913 gewijzigd door toevoeging van een dwarspand. Het opvallendste onderdeel is de oostelijke gevel, met een kerktorentje, in feite een vierkante balustrade waarop een dakruiter met luidklok staat. Het gebouw is sinds 2016 een gemeentelijk monument.
De benaming Nijkerkje werd ook wel gebruikt voor het dorp zelf, wat de betekenis illustreert van de kerk als centraal punt voor de dorpsgemeenschap. De kerk bediende ook de Nederlands-Hervormde gelovigen uit het buurdorp Oudeschip, dat nooit een eigen kerk heeft gehad. Door een fusie met de protestantse kerk in Roodeschool is de kerk sinds einde 2010 niet meer voor diensten in gebruik.
Het Nijkerkje heeft een pijporgel van de orgelbouwers Petrus van Oeckelen & Zonen uit Glimmen. Het dateert uit 1874 en werd gerestaureerd in 1959. Dit sleeplade-instrument met mechanische tractuur heeft twee manualen, veertien registers en een aangehangen pedaal. Sinds de kerk geen godshuis meer is, wordt het orgel alleen bij bijzondere gelegenheden bespeeld.
Wortelpot
Bij de Groote Tjariet, oostelijk van het dorp, stond in de Franse tijd een tolhuis, waar men hutspot kon eten. Hieraan herinnert de (onofficiële) naam Wortelpot van de weg die erlangs loopt. Die naam draagt ook een woonhuis op deze plek, waarvan de ornamentiek enigszins herinnert aan de architectuur van het Catalaans modernisme.